# Filtre òptic
Un filtre òptic és un medi que només permet el pas a través d'ell de llum amb certes propietats, suprimint o atenuant la llum restant. Els filtres òptics més comuns són els filtres de color, és a dir, aquells que només deixen passar llum d'una determinada longitud d'ona. Si es limiten a atenuar la llum uniformement en tot el rang de freqüències es denominen filtres de densitat neutra.
Segons el seu procediment d'acció poden ser d'absorció si absorbeixen part de la llum o bé reflectius si la reflecteixen. A aquest últim grup pertanyen els filtres dicroics. Els usos dels filtres òptics inclouen la fotografia, il·luminació i nombrosos usos científics. Els filtres d'absorció s'elaboren dipositant sobre la superfície d'un substrat transparent o, barrejat en ell, una substància amb propietats absorbents de la llum.
Segons el rang de freqüències que deixen sense filtrar es classifiquen en filtres de passada alt, si deixen sense filtrar les radiacions de freqüència superior a cert valor denominat freqüència de tall o bé les inferiors a cert valor en els filtres de passada baix. En els filtres de passada de banda es filtren les freqüències per damunt i per sota de certs límits.
L'atenuació del senyal filtrat s'amida mitjançant la transmitància òptica del mitjà filtrant o el seu inversa, absorbància.

## Tipus de filtres

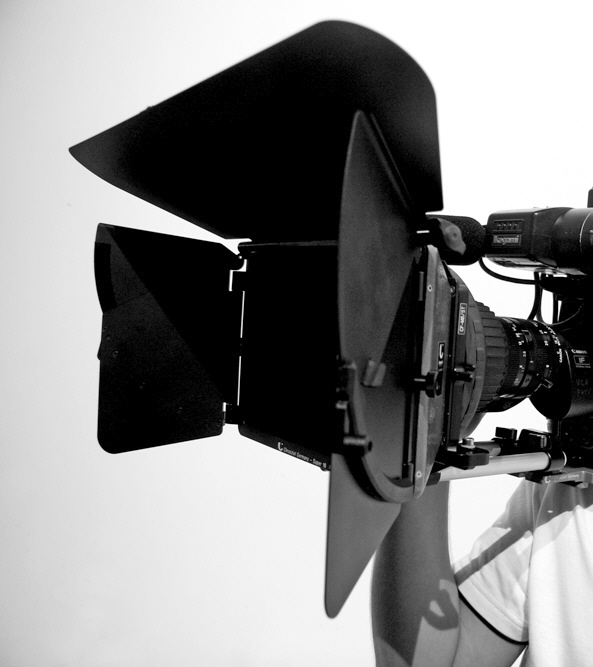
Matte box a una càmera de cinema

Molts filtres corresponen a més d'una categoria i comparteixen característiques o es poden englobar dins d'altra classificació. Així molts filtres tècnics són al seu torn filtres polaritzadors o es pot obtenir un determinat tipus de filtre mitjançant diverses tècniques que els englobarien en diverses categories.
Un matte box, portafiltres o sistema de suport de muntatge ràpid de filtres òptics, és un accessori que s'instal·la al final de l'òptica de la càmera i evita l'entrada de llum i els seus conseqüents centellejos o reflexos. Funciona com una visera i es col·loca en la part frontal de l'òptica de les càmeres fotogràfiques. Sol incloure unes aletes anomenades banderes franceses. Es fabriquen matte boxs per a cambres HD, DV i de cinema. Alguns s'instal·len amb 2 varetes en la càmera o directament en la lent.

## Filtres dicroics
El terme dicroisme (del grec dikroos, dos colors) fa referència a la divisió d'un feix de llum en dues bandes de freqüència. Un filtre dicroic o interferencial està format per una làmina transparent que posseeix un recobriment reflectint en una de les seues superfícies que reflecteix la llum que es desitja filtrar. D'aquesta manera s'aconsegueix separar la llum en dos feixos cromàtics mitjançant el principi d'interferència òptica. Aquests filtres són molt més cars que els filtres d'absorció però tenen unes característiques molt superiors. La seua capacitat i precisió de filtratge és molt superior.
Aquest tipus de filtres es fabriquen dipositant en el buit capes de substàncies reflectives sobre un substrat, generalment de vidre. Variant el nombre i grossor d'aquestes capes es pot ajustar el filtre a freqüència i amplada de banda desitjat amb molta precisió seguint els principis de l'interferòmetre de Fabry-Perot.

### Aplicacions

Prisma tricroic.

A part de les aplicacions comunes, altre ús és l'emissió de llum freda, amb un filtre dicroic que bloquege la llum infraroja, produint una font de llum que calfe menys la superfície il·luminada. Molts llums halògenes es fabriquen amb un filtre dicroic que reflecteix la llum infraroja de tornada al filament. S'empren prismes dicroics per a dividir la llum blanca en els colors primaris en càmeres de vídeo de gamma professional cap a sensors específics per a cada color, dos prismes dicroics separen el roig i blau respectivament, al conjunt se li denomina prisma tricroic. El sistema es va usar en les càmeres de pel·lícula technicolor, que utilitzaven una bobina per a cada color (2 o 3 segons el sistema).
El procés invers es porta a terme en els projectors de vídeo, unint els feixos de llum procedents de tres pantalles LCD. En joieria s'empra aquest efecte per a produir irisacions en la superfície de vidre amb recobriment especial. Altra important aplicació es porta a terme en el filtratge espacial.
Aquests filtres, al no absorbir tot just radiació, es calfen molt menys que els equivalents filtres d'absorció, el que els fa més estables per a òptica de precisió i adequats per a treballar amb llum intensa o làser potents. No obstant això, al reflectir part de la llum poden interferir de forma indesitjada amb certs dispositius òptics, per als quals són preferibles els filtres d'absorció.
Una variant del mateix principi, però amb efectes oposats és l'empleada en els recobriments antireflectors de les lents.

## Filtres polaritzadors

Diagrama de l'acció d'un filtre polaritzador.

Els filtres polaritzadors bloquegen la llum polaritzada en cert plànol. També poden ser absorbents, si absorbeixen la radiació no polaritzada en l'angle desitjat o de divisió de feix, si divideixen la llum en un feix polaritzat i un altre no polaritzat, com els de tipus Glan. Existeixen minerals que mostren de manera natural propietats polaritzadores com la turmalina, però en la pràctica se solen fabricar de materials absorbents del tipus del polaroid, un polímer de nitrocelulosa recobert de cristalls microscòpics d'iodoquinina, orientats mitjançant camps elèctrics. També poden fabricar-se pel procediment de recobriment que s'empra per als filtres dicroics, obtenint-se així filtres polaritzadores dicroics que divideixen la llum en dos feixos, ambdós polaritzats. Altres filtres exploten les propietats de birrefringència de certes substàncies com la calcita; a aquest grup pertany el prisma Nicol, o els filtres de tipus Glan, de qualitats superiors i usats en aplicacions científiques.
Aquests filtres s'usen en una àmplia varietat d'àmbits, pràctics i científics. S'empren polarímetres per a amidar les propietats òptiques de les substàncies orgàniques. Certs tipus d'estereogrames són visibles polaritzant les imatges per a cada ull en un plànol distint, es projecten juntes i amb unes ulleres especials amb filtres adequats per a cada ull se separen de nou. També s'empren en telecomunicacions, on s'empren per a separar i multiplexar el senyal transmès per una fibra òptica. Un polarímetre és un instrument òptic dotat de filtres polaritzadors per a observar les propietats de la llum emesa o modificada al passar per una substància. Molts fenòmens es poden estudiar emprant polarimetria, com l'estructura de certes substàncies orgàniques o cristal·lines, igualment, en astronomia, nombrosos fenòmens són susceptibles d'estudiar-se amb aquesta tècnica.

## Filtre d'excitació
Aquest és un tipus de filtre per a usos científics que s'empra en microscòpia de fluorescència i espectroscòpia. Aquests filtres seleccionen la longitud d'ona d'excitació per a produir fluorescència en l'espècimen observat bloquejant la resta de la llum procedent d'una font que sol ser una llum d'arc de xenó o una llum de vapor de mercuri, generalment llum d'ona curta.

## Filtre de Lyot
És un tipus de filtre creat per l'astrònom francès Bernard Lyot. S'usa principalment en astronomia, especialment astronomia solar. Està format per una o més làmines birefringents, generalment de quars, sent cada làmina de la meitat de grossor que l'anterior. A causa de la birefringència de les plaques els components de polarització ordinària i extraordinària del feix de llum tenen un índex de refracció distint i, per tant, distinta velocitat de fase, pel que l'estat de polarització de la llum es modificarà en travessar el filtre, perdent intensitat òptica en el polaritzador següent. No obstant això per a certes longituds d'ona la diferència en la longitud del recorregut òptic és un múltiple sencer de la longitud d'ona pel que les pèrdues són molt menudes. Aquesta longitud d'ona es pot ajustar girant les làmines. Aquestes franges de transmissió depenen del nombre, grossor i orientació de les làmines.
Aquests filtres s'empren també per a ajustar la longitud d'ona de làsers situant-los en el seu ressonador òptic.

## Filtre de ressonància atòmica
Est és un filtre usat en investigació científica per a filtrar radiacions electromagnètiques amb extrema precisió i mínima pèrdua d'intensitat de senyal. Produeix emissions d'una amplitud de banda summament estreta (de l'ordre de 0,001 nanòmetres) i pot treballar en una longitud d'ona des de l'infraroig a l'ultraviolat. Altra característica d'aquests filtres és el seu alt grau d'acceptació, de fins a 180°. Aquests filtres són instal·lacions summament complexes que són ajustades específicament per a cada aplicació científica que s'empre.
N'hi ha de tres tipus: filtres de Faraday, de Voight i d'absorció-remissió. S'empren en diverses aplicacions científiques en les quals calga filtrar amb gran precisió radiació de freqüència molt concreta; un dels usos més comuns és en els receptors dels LIDAR.

## Filtre espacial

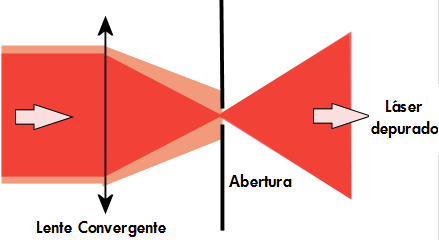
Filtre espacial

Un filtre espacial se basa en l'òptica de Fourier. S'empra per a filtrar un feix de llum coherent o altra radiació electromagnètica, generalment s'usen per a filtrar l'eixida d'un làser suprimint les aberracions degudes a imperfeccions en l'òptica que impedeixen que siga perfectament convergent, produint un feix en el mode transversal del ressonador òptic. S'empra una lent convergent per a enfocar el feix que, al no ser perfectament convergent no es concentrarà en un sol punt, sinó que en el plànol focal crearà un punt envoltat de cercles concèntrics corresponents a la transformada de Fourier de la distribució d'intensitat energètica transversal del feix. La llum del centre correspon a una ona perfecta en el plànol de la transformada, sent la resta llum amb superior freqüència espacial.
Fent passar aquest feix central per una obertura la grandària de la qual depèn de la longitud d'ona de la llum, de la distància focal de la lent i de la qualitat del ressonador (generalment d'uns 100 μm) s'obté un feix gaussià quasi perfecte a costa de reduir la intensitat.

## Filtre Chelsea
És tipus és usat en gemmologia. És un filtre dicromàtic que permet el pas de freqüències tant en el roig intens com en el groc-verd (690 i 570 nm respectivament) que corresponen amb les bandes d'emissió i absorció de la maragda, pel que serveix per a distingir aquesta d'imitacions. Açò és a causa de la fluorescencia roja que emeten aquestes en ser il·luminades amb llum ultraviolada. Encara que no és capaç de distingir entre maragdes naturals i les sintètiques que es van començar a introduir en els anys 40, aquest filtre segueix sent útil per a distingir les variants sintètiques d'aiguamarina i topazi blaves, les quals a l'ésser espinel·les amb contingut en cobalt emeten fluorescència roja.

## Filtre Christiansen
Va ser descobert pel físic danès Christian Christiansen. És un filtre de banda estreta consistent en una pols transparent en suspensió en un líquid transparent, ambdós amb diferents valors de dispersió però amb idèntic índex de refracció a certa longitud d'ona, pel que la llum d'aquesta longitud d'ona pot travessar el filtre mentre que la resta és dispersada mitjançant refracció del mitjà en suspensió. El filtre típic està compost de pols de vidre submergit en una barreja de benzè i disulfur de carboni. La longitud d'ona es pot ajustar variant la proporció d'ambdós components líquids o variant la temperatura.

## Aplicacions

### Filtres fotogràfics

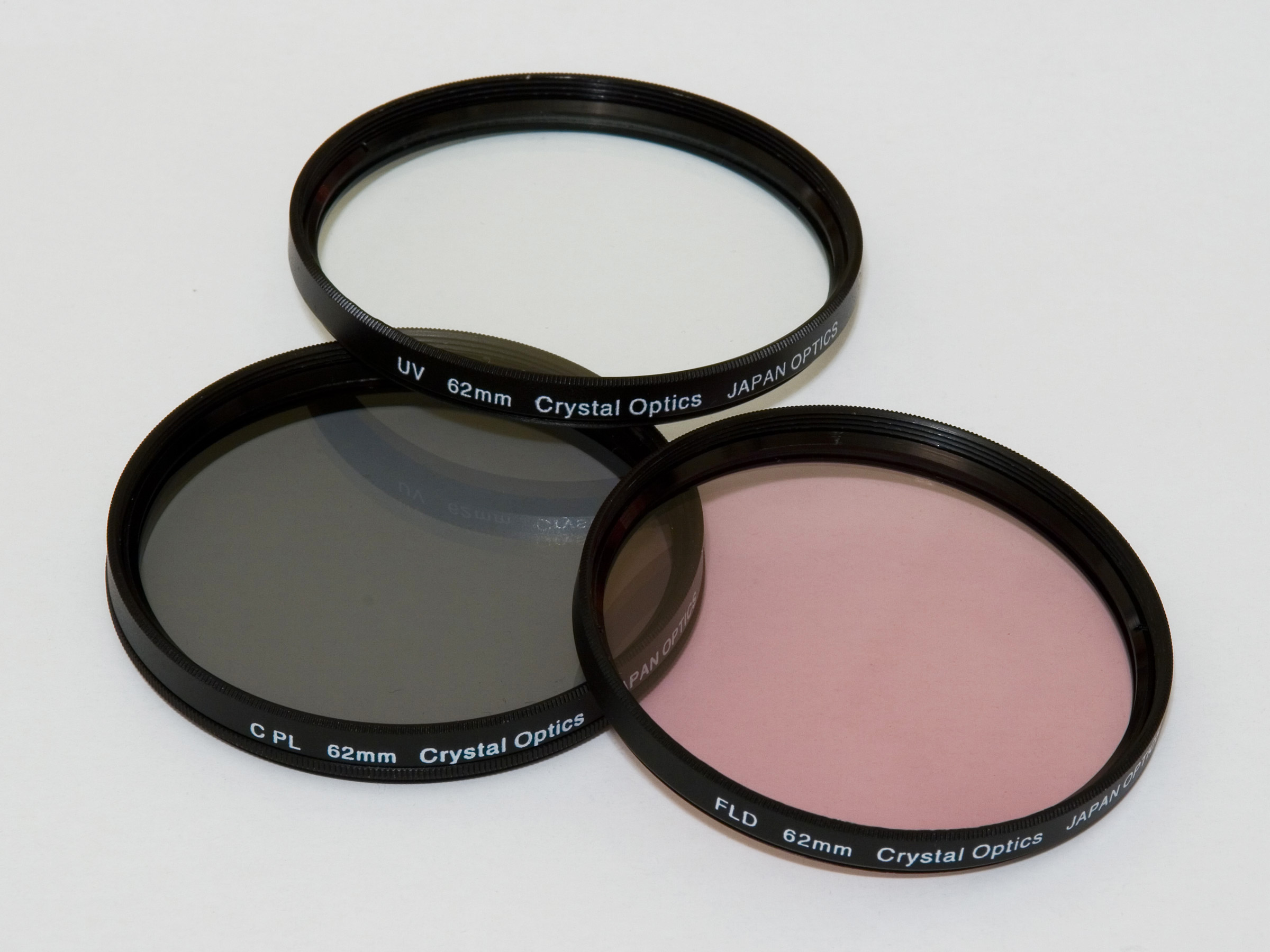
Filtres fotogràfics.

Els filtres usats en fotografia i cinematografia consisteixen en una làmina transparent que s'interposa davant de l'objectiu. Amb ells s'aconsegueix alterar la imatge de diverses maneres, corregint el color, modificant la llum o creant diferents efectes visuals. A vegades se li dona el nom de filtres a simples làmines transparents que protegeixen la lent de la càmera.

#### Tipus de filtres fotogràfics
Els filtres de color són els més comuns. S'empren per a compensar el to de la llum en determinades circumstàncies o amb determinats tipus de pel·lícula, com quan es fotografia amb llum de tungstè (bombetes comunes), de manera que la imatge adquirisca un color més natural. A vegades, no obstant això, s'empren filtres per a accentuar el color natural, per exemple per a intensificar el blau del cel, o per a alterar el color natural amb fins creatives. En la fotografia en blanc i negre un filtre de color modifica el contrast atenuant certs tons de color; així es pot fer més fosc el cel blau usant un filtre ataronjat.
En arts gràfiques s'usen els dits filtres de subtracció que només deixen passar la llum de tons bàsics amb el que s'aconsegueix descompondre una imatge en els seus colors primaris com pas previ a una impressió policròmica, si bé la tecnologia digital ha fet açò innecessari en l'actualitat.
Altre grup de filtres fotogràfics ho formen els filtres polaritzadors que s'empren per a eliminar lluentors i reflexos i intensificar el contrast en determinades circumstàncies. Aquests són giratoris per a poder variar l'angle de polarització de la llum entrant.
Els filtres d'efectes es fabriquen en una enorme varietat de tipus i creen diversos tipus d'efectes visuals, com difuminar la imatge, provocar la difracció de la llum o crear diverses formes geomètriques. En aquest grup s'inclouen també els filtres de degradat que enfosqueixen certes parts de la imatge.
Els filtres de llum ultraviolada redueixen la boira que de vegades causa la llum ultraviolada intensa. Finalment en fotografia infraroja s'usen filtres que només permeten passar aquest tipus de llum.

## Filtres d'il·luminació

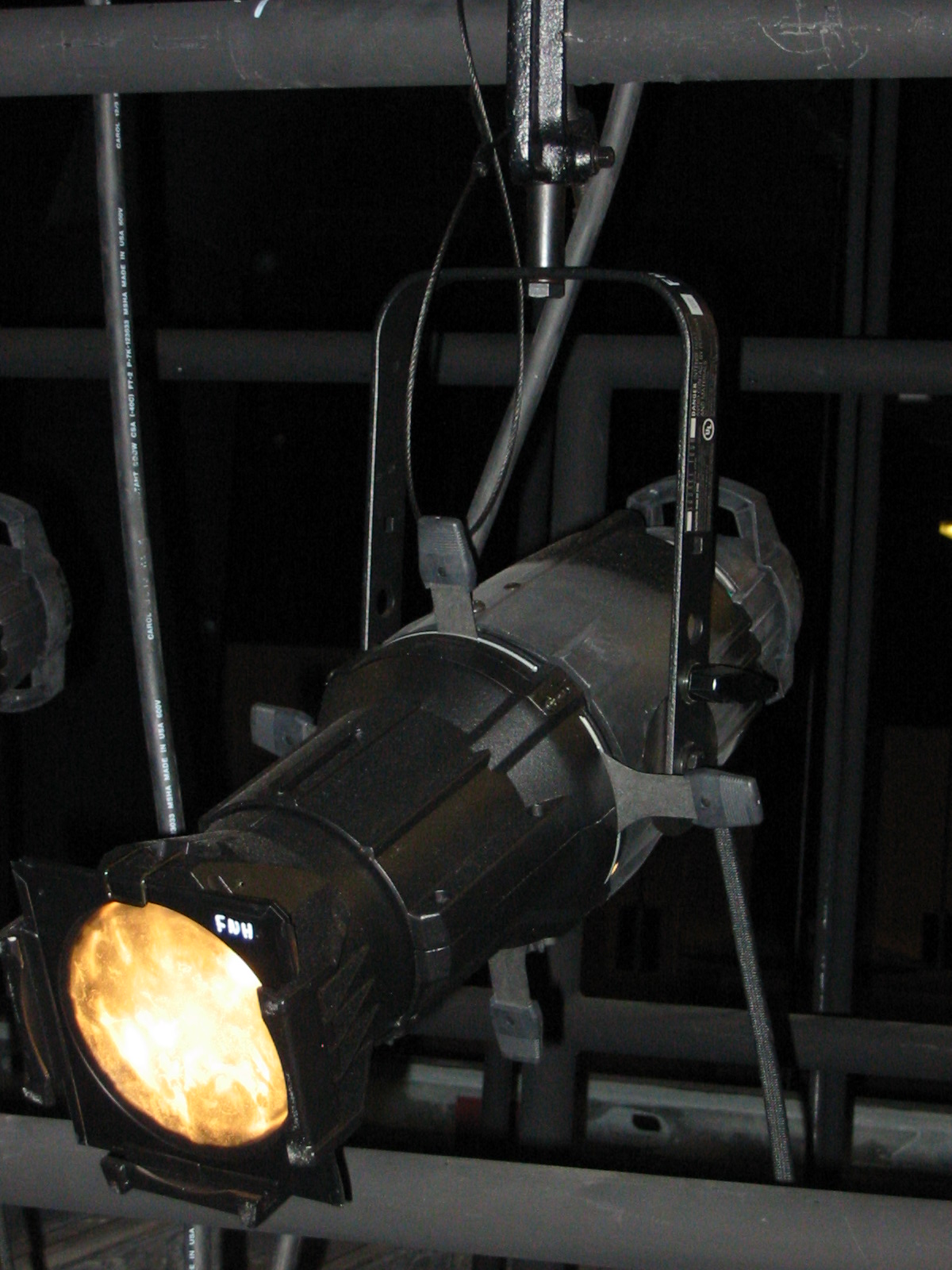
Reflector amb un filtre groc.

Els filtres usats en il·luminació consisteixen en una làmina transparent tenyida de color, el que en l'àmbit de l'escenografia i cinematografia es denominen gels. Mitjançant l'absorció de les freqüències lluminoses indesitjades, el filtre acoloreix la llum d'un llum o projector amb fins escèniques, decoratius o per a corregir el color de les filmacions en fotografia i cinematografia. En l'actualitat consisteixen en làmines de policarbonat o polièster que s'interposen en el feix de llum. Per a aplicacions òptiques o que requerisquen majors prestacions s'empren filtres de vidre o, per a major precisió, filtres dicroics que són reflectius, no absorbents. El vidre té l'avantatge de la seua permanència sobre els materials plàstics, ja que aquests, en funció de la intensitat lluminosa que estan sotmesos, van atenuant el seu color amb l'ús, sobretot en colors molt saturats.

### Ús històric
En l'antiguitat la llum natural o artificial era tenyida amb distints materials. En els edificis religiosos romans d'Orient i romànics era comú l'ús de primes làmines d'alabastre com tancament de finestres. Aquestes produeixen una llum tènue i càlida adequada per a la intimitat i el recolliment religiós. Els vitralls eren coneguts des de l'antiga Roma
però no és fins al gòtic quan el seu ús es generalitza desenvolupant-se nous colors i perfeccionant-se la tècnica d'emplomat. En els primers segles de l'islam era freqüent l'ús del vidre pintat tant per a finestres com per a llums de mesquita principalment. En Xina i altres països asiàtics s'elaboren des de l'antiguitat remota llums i fanals de paper pintat i tenyit de colors. No obstant això, el mitjà més comú usat des d'antic per a filtrar la llum ha estat l'ocupació de vels i cortines de diversos teixits translúcids.
El seu ús escènic s'inicia en el teatre barroc, quan es col·locaven recipients de vidre amb aigua tenyida davant dels llums o altres fonts de llum. Posteriorment es va emprar gelatina, el que va donar nom al dispositiu fins als nostres dies. Amb el desenvolupament de la il·luminació moderna es van desenvolupar materials més aptes per a les elevades temperatures dels focus, basats en acetat (Geltran, Cinemoid i Roscolene), i que en cas de cremar-se no produïen flama. Aquests van haver de ser substituïts quan en els anys 60 es generalitza l'ús de llums halògens, molt més potents i que produeixen més calor. No obstant això, fins i tot els filtres moderns tenen una tolerància a la calor limitada pel que la indústria ha intentat produir fonts de llum que *irradien menys calor.

### Ús actual
Els gels actuals es venen en rotllos de 600 o 1200 mm per 16 m de llarg o bé en làmines de 500x600 mm (20x24 polzades). La grandària deriva dels temps de la gelatina, ja que aquesta és la mesura de motle de pastisseria de l'època
Els colors varien segons els fabricants i s'identifiquen per un codi d'una lletra, que distingeix a cada fabricant, seguida d'un nombre que identifica el color. Amb freqüència s'obté el color desitjat mitjançant combinació de llum de diferents colors, ja que a les instal·lacions els és difícil tenir accés a tota la varietat de tons disponible. Els diversos filtres tenen distints coeficients de transmissió o, més precisament, corbes de transmissió espectral. Quant menor siga aquell, més llum absorbirà el filtre, produint generalment un color més intensament definit.
Els filtres d'il·luminació per a correcció de color alteren la temperatura lluminosa amb un to més o menys blau o ataronjat. Altres filtres s'empren per a obtenir diversos efectes lluminosos sense alterar el color de la llum.

## Ulleres de sol
Un dels usos més quotidians dels filtres òptics són les ulleres de sol. Des de l'antiguitat els esquimals fabricaven ulleres tallant una estreta ranura en una peça d'asta de caribú per a evitar la ceguesa produïda per la llum ultraviolada reflectida per la neu. En l'antiga Xinesa els jutges usaven ulleres de vidre fumat per a evitar que les parts en els processos anticiparen la seua opinió per l'expressió dels seus ulls.
Des d'un punt de vista òptic es pretén que les ulleres de sol bloquegen la llum molesta i perjudicial com la llum ultraviolada, en condicions de llum intensa sense distorsionar la imatge, o fins i tot realçant la percepció i la nitidesa d'aquesta.